# Love of Life (album)
Love of Life è l'ottavo album discografico del gruppo musicale statunitense Swans, pubblicato nel 1992.

## Tracce
Testi di Michael Gira eccetto She Cries (For Spider) di Jarboe; musiche di Gira e Jarboe.
1. (---) – 0:15
2. Love of Life – 3:36
3. The Golden Boy That Was Swallowed by the Sea – 4:30
4. (---) – 0:34
5. (---) – 2:00
6. The Other Side of the World – 4:33
7. Her – 5:15
8. The Sound of Freedom – 4:28
9. (---) – 0:31
10. Amnesia – 4:11
11. Identity – 4:30
12. (---) – 0:56
13. In the Eyes of Nature – 4:35
14. She Cries (For Spider) – 4:47
15. God Loves America – 3:41
16. (---) – 1:12
17. No Cure for the Lonely – 2:51

## Formazione
- Michael Gira - voce, chitarre, samples
- Jarboe - voce, tastiere, cori, mellotron
- Clinton Steele - chitarra
- Algis Kizys - basso
- Vincent Signorelli - batteria
- Jenny Wade - basso
- Ted Parsons - batteria
- Troy Gregory - basso
- Larry Seven - basso, chitarra
- Adam Jankowski - voce narrante in Identity